# Петър Пенков
Петър Пенков е български актьор. Роден е на 27 февруари 1933 г. в град София.
През периода 1953-1957 учи във ВИТИЗ „Кръстьо Сарафов“ специалност „актьорско майсторство“.
Работил в Драматичния театър в Стара Загора, Драматичния театър във Велико Търново, Драматичния театър в Русе и в Драматичен театър „Адриана Будевска“, Бургас.

## Театрални роли
- „Всяка есенна вечер“ (Ив. Пейчев) – Андрей
- „Танго“ (Караславов) – прокурорът Йоргов
- „Червено и кафяво“ (Иван Радоев) – Хелер
- „Опера за пет пари“ (Бертолд Брехт) – Меки Месер
- „Любов необяснима“ (Недялко Йорданов) – Иванов

## Филмография
| Година      | Филми и Сериали               | Серии | Роля |
| ----------- | ----------------------------- | ----- | --- |
| 1974        | Засада                        |       | журналистът от летището |
| 1967 – 1974 | Произшествие на сляпата улица | 6     | юрист-консултът Димитър Генов , любовник на Антония (в III серия: „Самопризнание“ - 1974)                                   |
| 1973        | Бялата одисея                 |       | |
| 1973        | Игрек 17                      |       | |
| 1973        | Нона                          |       | господин Шмидт, пътуващият циркаджия                                                                                        |
| 1972        | Голямата победа               |       | рали-състезател |
| 1972        | Кръгове на обичта             |       | |
| 1969        | Птици и хрътки                |       | офицер във влака |
| 1969        | Господин Никой                |       | човекът на Дъглас |
| 1969-1971   | На всеки километър            | 26    | Симеон Каназирев – Бруно / Майор Симеон Каназирев – „Каназирчето“, тайна полиция, подчинен на Велински и съученик на Деянов |
| 1969        | Осмият                        |       | полковник Гатев |
| 1969        | Скорпион срещу Дъга           |       | Гетов |
| 1968        | Танго                         |       | полковник Гаврил Йоргов, главен прокурор на царството                                                                       |
| 1967        | Човекът в сянка               |       | Даскалов, служител на Генчев                                                                                                |
| 1967        | Каприз                        |       | господин Холт, богат търговец                                                                                               |
| 1966        | Призованият не се яви         |       | Иларион |
| 1956        | Точка първа                   |       | |